# Абдус Салам (революционер)
Абдус Салам (আবদুস সালাম, Abdus Salam, имя при рождении — Барин Датта, Barin Datta или Dutta, বারীন দত্ত; 20 декабря 1911, Силхет, Британская Индия — 1993) — генеральный секретарь Коммунистической партии Восточного Пакистана, позднее Бангладеш, деятель борьбы за независимость от Великобритании, один из руководителей в Войне за независимость Бангладеш и движения «Нанкар».
Родился в 1911 году в Силхете — городе, в тот момент относившемся к Ассаму в провинции Восточная Бенгалия и Ассам Британской Индии, но в 1947 году вошедшему в состав Восточного Пакистана. Барин Датта был индуистского происхождения. Отец — юрист Сатиш Чандра Датта (সতীশচন্দ্র দত্ত), мать Манорама Датта — дочь помещика-заминдара. У Барина было четыре брата и две сестры: так, известность получила его младшая сестра Хена Дас, активист и политический деятель.
Барин вступил в Индийскую коммунистическую партию в 1938 году. В связи с началом гонений Аюб Хана на левые движения, Коммунистическая партия Восточного Пакистана выделилась из состава Национальной партии авами, а затем разделилась на две в свете советско-китайского конфликта. В попытках разрешения противоречий между коммунистами разных движений, в 1968 году на IV съезде КПВП была образована новая одноимённая партия, генеральным секретарём которой стал Датта, возглавлявший её до 1973 года. К этому периоду относится борьба Восточной Бенгалии за независимость от Пакистана, поэтому коммунисты Бангладеш считают, что Датта внёс значительный вклад в создание государства.
В то время Барин Датта носил партийный псевдоним Абдус Салам (আবদুস সালাম), под которым он и известен в русскоязычной литературе. Согласно некоторым источникам, Датта поменял имя с индуистского на мусульманское на волне патриотического движения, так как подавляющее большинство жителей страны — мусульмане. В современных бенгальских текстах деятеля называют настоящим именем, возможно, в связи с появлением более известных Абдусов Саламов.